# Who Needs Actions When You Got Words
Who Needs Actions When You Got Words è il primo album in studio del rapper britannico Plan B, pubblicato nel 2006.

## Tracce
1. Kidz – 4:07
2. Sick 2 Def – 4:44
3. No Good – 4:56
4. Dead and Buried – 4:39
5. Mama (Loves a Crackhead) – 3:57
6. Charmaine – 3:46
7. I Don't Hate You – 5:15
8. Everyday – 4:24
9. Tough Love – 5:03
10. Where Ya From? – 3:43
11. No More Eatin' – 4:41
12. Missing Links – 3:53
13. Couldn't Get Along – 5:44
14. Who Needs Actions When You Got Words – 3:53